# Austrocladius hirtinervis
Austrocladius hirtinervis är en tvåvingeart som först beskrevs av Edwards 1931.  Austrocladius hirtinervis ingår i släktet Austrocladius och familjen fjädermyggor. Inga underarter finns listade i Catalogue of Life.